# Cedar Point

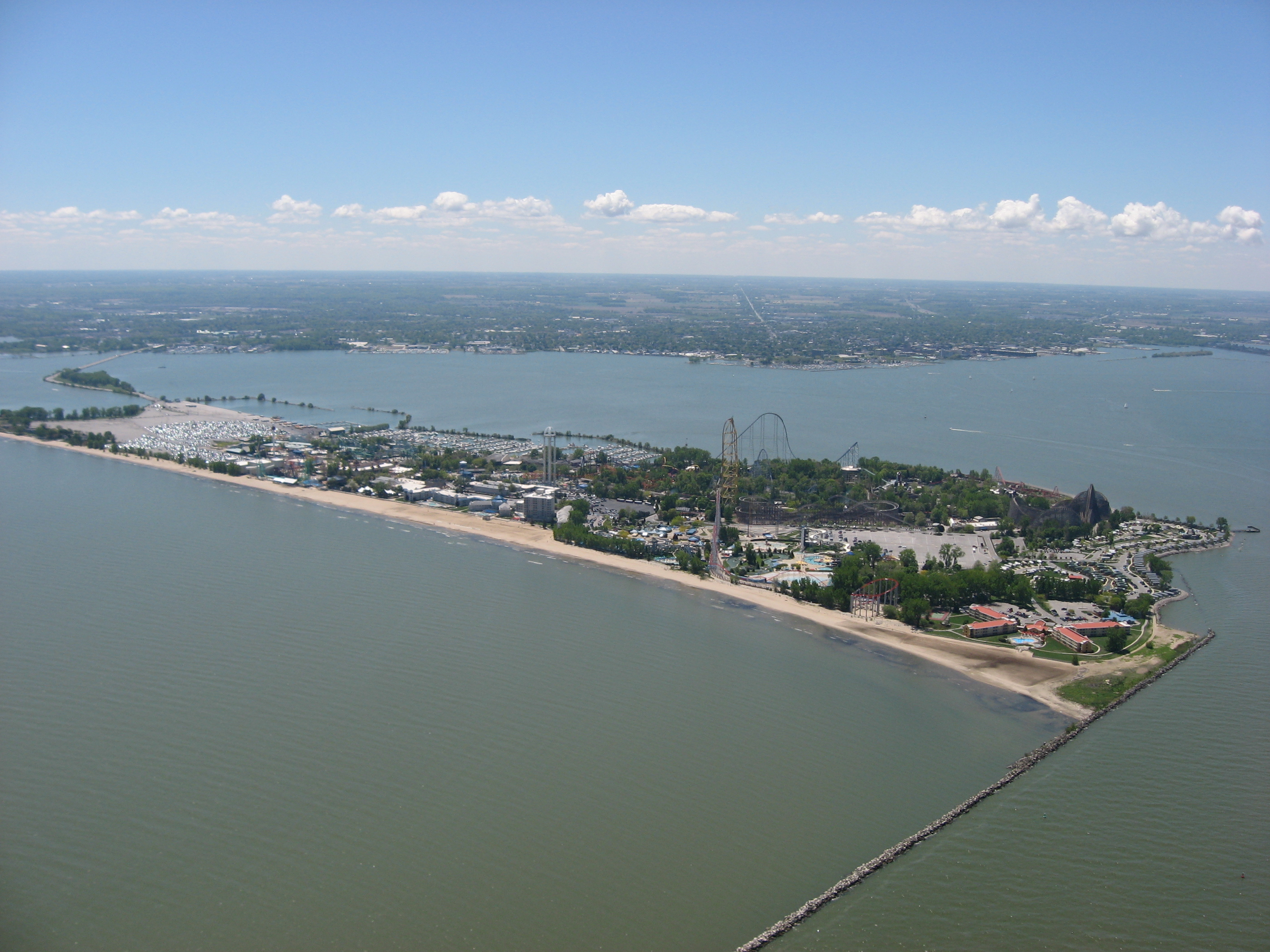
Вид на парк развлечений с воздуха

Cedar Point — парк развлечений, площадью 1,47 км², расположенный в городе Сандаски, Огайо, США на узком полуострове, который омывает озеро Эри. Открытый в 1870 году, парк является вторым самым старым функционирующим по сей день парком развлечений в США после Lake Compounce. Cedar Point — крупнейший парк, принадлежащий Cedar Fair Entertainment Company (штаб-квартира которой располагается на территории парка), и, наряду с Valleyfair, был одним из первых парков, принадлежащих компании и управляемых ею. Cedar Point имеет на своей территории рекордное в мире количество аттракционов, а именно 72, в число которых входит 15 американских горок. Известный как «Побережье американских горок», парк с 16 таковыми горками занимает по этому показателю третье место в мире.
Обычно парк работает ежедневно с начала мая вплоть до Дня Труда и затем ещё девять выходных до конца октября, когда на территории парка устраивается праздник HalloWeekends по случаю Хэллоуина. Часы работы разнятся на протяжении сезона, но чаще всего парк открыт с 9:00 до 22:00 (до 23:00 по субботам в июле, и первой половине августа, а также 4 июля). В парке также есть песочный пляж длиной в 1,6 километра, открытый водный парк (Soak City), закрытый водный парк, две пристани для яхт, шесть отелей (Hotel Breakers, Sandcastle Suites, Lighthouse Point, Camper Village, Breakers Express и Castaway Bay), а также еще один парк внутри парка (Challenge Park — билеты туда продаются отдельно от основного парка), который содержит такие развлечения как картинг, мини-гольф, а также аттракционы Ripcord и Skyscraper.
Парку принадлежат несколько достижений. Cedar Point — единственный парк развлечений в мире с четырьмя американскими горками выше 61 метра: Magnum XL-200, Millennium Force, Wicked Twister, и Top Thrill Dragster. Cedar Point также является единственным парком в мире с американскими горками во всех четырёх классификациях высоты. Cedar Point признавался «лучшим парком развлечений в мире» изданием Amusement Today на протяжении последних 15 лет. Cedar Point наряду с Kings Island является наиболее посещаемым парком развлечений в США с сезонной аудиторией 3,14 миллионов человек (данные за 2011 год).

## История
В середине 19 столетия южное побережье озера Эри было популярным местом отдыха для зарождающегося среднего класса в США. Острова на озере, такие как Келлис и Южный Басс зарабатывали репутацию курортов, на которых можно было искупаться в пресной воде. До начала застройки полуостров Cedar Point был покрыт родной кедровой растительностью, а чистые воды озера Эри обеспечивали превосходные рыболовные угодья. С 1840-х по 1870-е годы местные рыбаки часто арендовали площади на полуострове и строили там жилые помещения, чтобы курсировать по богатым водам. Город Сандаски, который обладал важной судоходной гаванью и двумя железными дорогами, за следующие три десятилетия превратился в основной экономический центр. Железная дорога и судоходство поддерживали зарождающуюся туристическую индустрию, вследствие чего началось быстрое развитие региона.
В 1860-х годах, во время Гражданской войны в США, на верхней оконечности полуострова было построено жильё для батареи из четырёх полевых артиллерийских частей, чтобы охранять доступ к конфедеративному лагерю для военнопленных, который располагался на близлежащем острове Джонсона. После войны Cedar Point снова стал местом для пикников, а первый прототип парка был построен в 1870 году. Ещё во время войны Луи Зистель, немецкий эмигрант, построил две лодки для транспортировки заключённых, а позже Зистель, работавший в то время краснодеревщиком в Сандаски, построил на полуострове пивной сад с небольшим танцполом. Он также построил несколько бань и пару детских площадок. Зистель брал 25 центов за поездку от Сандаски до Cedar Point на его лодке Young Reindeer. Но несмотря на это, уровень активности в Cedar Point с 1871 по 1878 года был почти нулевым. Однако, это стало началом развития Cedar Point как парка развлечений.
В 1878 году Джеймс Вест открыл ещё несколько бань. В 1882 году Бенджамин Двелл и капитан Уильям Слэкфорд заключили арендный договор с владельцами полуострова, Адольфом и Столлом, и начали готовить парк к предстоящему сезону. Они проложили деревянные дорожки со столами для пикников на отдельной части полуострова. Далее было построено ещё несколько бань и первый зал для танцев. Пароходы Lillie и R.B. Hayes курсировали туда и обратно от бухты Бимиллера до Cedar Point за 25 центов. Двелл и Слэкфорд продолжали расширять парк каждый год, устанавливать новые столы для пикников, строить открытые площади и бейсбольное поле. В 1887 году пятилетний арендный договор закончился. Капитан Слэкфорд был хроничеси болен и неспособен участвовать в содержании парка.
Двелл же всё ещё стремился развивать парк, поэтому он, вместе с владельцами полуострова Луи Адольфом, Адамом Столлом, Джейкобом Куебелером и Чарльзом Бэецом, образовал Cedar Point Pleasure Resort Company. Кроме того, они основали Cedar Point Steamboat Company. Бэец был избран генеральным директором Cedar Point в 1888 году. В том же году, с целью построить Большой павильон, был нанят архитектор Д. Л. Стайн из Толидо. Павильон состоял из двухэтажного театра и концертного зала с фотостудией и кегельбаном. Здание выделялось своей необычной архитектурой и стоит в парке по сей день. Первым аттракционом в Cedar Point стала водная горка на санях, открытая в 1890 году. В следующем году на остров было проведено электричество. В Candy Pagoda, открытом в середине 1890-х годов Максом Стензелем, продавалось множество наименований кондитерских изделий. В 1892 году была открыта первая американская горка Switchback Railway. Горка была высотой 7,6 м, а поезд развивал максимальную скорость 16 км/ч. Она работала исключительно под воздействием силы тяжести, и поезда часто не получали достаточно импульса для того, чтобы вернуться обратно на станцию, поэтому мальчики или лошади вынуждены были дотягивать или доталкивать поезд до станции.

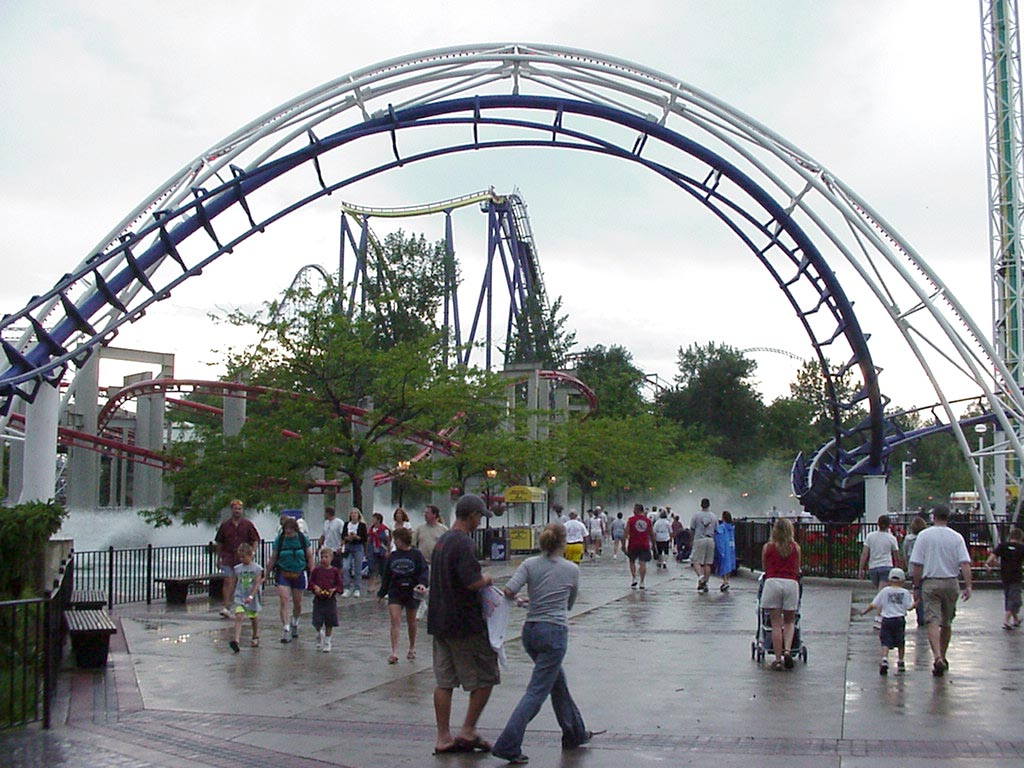
Corkscrew в Cedar Point.

### Эра Бёклина
Джон Бойл прибыл в Cedar Point в 1897 году как представитель компании Lake Erie & Western Railroad с намерением увеличить пассажиропоток.. Бойл работал на железной дороге; однако, увидев Cedar Point, он захотел стать его частью.